# 대한민국 민법 제1108조
대한민국 민법 제1108조는 유언의 철회에 대한 민법 상속법 조문이다.

## 조문
제1108조(유언의 철회) ① 유언자는 언제든지 유언 또는 생전행위로써 유언의 전부나 일부를 철회할 수 있다.
②유언자는 그 유언을 철회할 권리를 포기하지 못한다.

第1108條(遺言의 撤回) ① 遺言者는 언제든지 遺言 또는 生前行爲로써 遺言의 全部나 一部를 撤回할 수 있다.
②遺言者는 그 遺言을 撤回할 權利를 抛棄하지 못한다.

## 판례
- 사인증여에도 유증의 철회에 관한 민법 제1108조 제1항이 준용되기 때문에 특별한 사정이 없다면 언제든 전부나 일부를 철회할 수 있다.[2]
- 민법 제1108조 제1항은 “유언자는 언제든지 유언 또는 생전행위로써 유언의 전부나 일부를 철회할 수 있다”고 정하고 있고, 만 17세에 달한 사람은 의사능력이 있으면 유언을 할 수 있으므로, 의사능력이 있는 유언자는 언제든지 자신의 유언을 철회할 수 있다고 할 것이다.[3]

## 참고 문헌
- 오현수, 일본민법, 진원사, 2014. ISBN 978-89-6346-345-2
- 오세경, 대법전, 법전출판사, 2014 ISBN 978-89-262-1027-7
- 이준현, LOGOS 민법 조문판례집, 미래가치, 2015. ISBN 979-1-155-02086-9

1. ↑  사람이 사망하기 전 살아 있는 동안(생존 중)에 한 의사표시를 수반하는 법률행위
2. ↑  사인증여도 특별한 사정 없으면 언제든 철회할 수 있다 법률신문 2022-08-17
3. ↑  대법원 2014.03.13 2009다53093